# Aeroports de Catalunya
Aeroports de Catalunya és una societat pública (Aeroports Públics de Catalunya SLU) de la Generalitat de Catalunya dins del Departament de Territori. La societat és l'encarregada de gestionar els aeroports, aeròdroms i heliports propietat de l'empresa o de la Generalitat de Catalunya així com els heliports de serveis d'emergències. La seu empresarial és a Barcelona.
El 2025 posseeix l'Aeroport de Lleida-Alguaire, l'Aeroport de la Seu d'Urgell i els aeròdroms de la Cerdanya, d’Alfés, Calaf-Sant Pere Sallavinera, Empuriabrava, Igualada-Òdena i Manresa. El 2024 els dos aeroports van tractar 55.852 passatgers. L’evolució es deu a l’activitat formativa de centres com BAA Training i CESDA, a més de la formació de pilots de companyies com Air France, Vueling i Volotea. L'aeroport de Lleida-Alguaire estrenat el 2010) era concebut per a l'aviació comercial sense gaire succés. S'ha consolidat en l'àmbit industrial i aeroespacial, i  l'estiu 2025 estrenarà  una residència per allotjar 150 pilots.
Aquesta empresa vol consolidar un nou model de gestió aeroportuària, treballar en favor d'una política comercial efectiva i promocionar les instal·lacions existents així com els futurs traspassos. Treballa per a mantenir i millorar una xarxa d'aeròdroms més completa i conservar una xarxa d'heliports per a tots els serveis possibles.